# Fontina
Fontina är en klassisk italiensk hårdost med vaxat rött skal som har sitt ursprung i Aostadalen. Den är gjord på opastöriserad komjölk. Enligt gamla dokument har man producerat Fontina i Aostadalen sedan 1270.
Man serverar ofta osten i stavar. Fontinan är även den ost som enligt traditionen används för fonduta (den italienska versionen av fondue).
Fontina är skyddad av italienska ursprungsmärkningen, Denominazione di Origine Protetta (DOP). Ostar av fontinatyp tillverkas idag i många delar av världen, men en äkta Fontina från Aostadalen har en Consorziostämpel. En ost med liknande karaktär är Taleggio.